# Pseudodolbina fo
 Pseudodolbina fo là một loài bướm đêm thuộc họ Sphingidae. Loài này có ở Nepal, Bhutan và đông bắc Ấn Độ tới Tây Tạng.
Sải cánh khoảng 60–68 mm. Mỗi năm loài này có một thế hệ.
Ấu trùng được ghi nhận ăn các loài Strobilanthes alatus và Strobilanthes dalhousianus đông bắc Ấn Độ.

## Phân loài
- Pseudodolbina fo fo (Nepal, Bhutan và đông bắc Ấn Độ tới Tây Tạng, Trung Quốc)
- Pseudodolbina fo celator Jordan, 1926 (Ấn Độ)